# Municipio de Walnut (condado de Montgomery)
El municipio de Walnut (en inglés: Walnut Township) es un municipio ubicado en el condado de Montgomery en el estado estadounidense de Indiana. En el año 2010 tenía una población de 1394 habitantes y una densidad poblacional de 14,78 personas por km².

## Geografía
Según la Oficina del Censo de los Estados Unidos, tiene una superficie total de 94.29 km², de la cual 94,29 km² corresponden a tierra firme y (0 %) 0 km² es agua.

## Demografía
Según el censo de 2010, había 1394 personas residiendo. La densidad de población era de 14,78 hab./km². De los 1394 habitantes, estaba compuesto por el 97,99 % blancos, el 0,07 % eran amerindios, el 0,07 % eran asiáticos, el 0,43 % eran de otras razas y el 1,43 % eran de una mezcla de razas. Del total de la población el 1 % eran hispanos o latinos de cualquier raza.